# Мізоцитоз
Мізоцитоз (грец. μυζεῖν — «смоктати» та κύτος «місткість», тут йдеться саме про «клітину») — процес живлення деяких евкаріотичних одноклітинних організмів шляхом висмоктування всього або частини вмісту клітини своєї жертви. Мізоцитоз, загалом, подібний до піноцитозу, проте, при якому поглинаються не рідина, а цитоплазма із твердими частинками, наприклад, рибосомами, мітохондріями, пластидами тощо.

## Мізоцитоз у жолобців
Декотрі евґленозої Euglenozoa Cavalier-Smith 1981 (супергрупа жолобці — Excavata Cavalier-Smith, 2002) живляться за допомогою мізоцитозу, висмоктуючи вміст клітини своєї жертви. Ротовий апарат у таких видів перетворений на сифон, коли мікротрубочкові тяжі виступають за межі переднього краю клітини. Цитостом, у цьому випадку, прикритий кришечкою, яка відкривається лише після того, коли сифон проникає у клітину жертви. Тримембранові пластиди евгленових могли утворитись шляхом не фагоцитозу, а мізоцитозу, коли хижак всмоктав пластиду своєї жертви — зеленої водорості (мають дві мембрани), але вакуоля, що виникла, не перетворилась на травну. Таким чином, пластида асимілювалась у клітині евґленозоїв і стала тримембрановою органелою.

## Мізоцитоз у дискористових
Для видів ряду ядровикові Cristidiscoidea Page 1987 (супергрупа задньобатіжкові — Opisthokonta Cavalier-Smith 1987) притаманні два різні типи живлення: фагоцитоз — поглинання цілих водоростей і бактерій, а також мізоцитоз — висмоктування вмісту клітини жертви. При мізоцитозі, тонкі філоподії декотрих із ядровикових проникають у клітину жертви, здебільшого водоростей, і висмоктують її вміст.

## Мізоцитоз у війківців
Види ряду Листкоглотковики Phyllopharyngea de Puytorac et cet., 1974 (супергрупа САР) живляться мізоцитозом, висмоктуючи вміст своїх жертв. Ці війківці утворюють мацальця, які здатні проникати у клітини жертв і висмоктувати їх вміст. Кожне таке мацальце є окремим клітинним ротом, тобто на одну клітину їх може бути кілька. У листкоглотковиків наявні токсоцисти, які паралізовують їх жертву при контакті мацалець з нею.

## Мізоцитоз у складноверхців
Усі складноверхці Apicomplexa Levine, 1970, окрім фотосинтетичних барводріб'янок, (супергрупа САР) живляться мізоцитозом — висмоктуючи вміст клітин своєї жертви. Механізм мізоцитозу може відрізнятися у різних таксонів складноверхців і супроводжуватись як проникненням у клітину господаря, так і без нього. Для філ ненажерці (Voromonadida Cavalier-Smith & Chao, 2004), тваножерці (Algovorida Cavalier-Smith & Chao, 2004), ударниці (Colpodellida Cavalier-Smith, 1993) характерним є напад на жертву, прикріплення до її плазмалеми й висмоктування цитоплазми цілком або частково. Для філи скупчевики (Gregarinasina Dufour, 1828) приманне прикріплення і часткове проникнення у клітину жертви за допомогою мукрону та епімериту, виконуючи функцію живлення шляхом мізоцитозу. Для субфіли потайноспорівки (Cryptosporidium Tyzzer, 1910) властиве цілковите проникнення спорозоїту у клітину господаря, формуючи під його мембраною паразитарну вакуолю, крізь яку здійснюється живлення мізоцитозом.

## Мізоцитоз у вихрівців
Вихрівці Dinozoa Cavalier-Smith, 1981 (супергрупа САР), включаючи фотосинтетичних міксотрофів, хижаків та паразитів, усі живляться мізоцитозом. У дрібних безпанцирових вихрівців є спеціальне щупальце — педункула, яким вони проколюють клітинні покриви жертви та висмоктують цитоплазму; а у панцирних вихрівців утворюється харчова мережа — паліум, які охоплюють жертву, проникають у її клітину і висмоктують цитоплазму.